# Emil Beau
Emil Eduard Beau (* 14. Juni 1910 in Landstuhl; † 16. Mai 1971 ebenda) war ein deutscher Zeitungskorrektor, Ordensjunker und Buchdrucker.

## Leben
Beau trat 1930 in die SS und zum 1. April 1932 in die NSDAP ein (Mitgliedsnummer 1.120.043). Er war hauptamtlich bei der NSDAP tätig.
Von 1936 bis 1940 war er als Führeranwärter Lehrgangsteilnehmer an der NS-Ordensburg Vogelsang und war damit sogenannter Ordensjunker.
Beau wurde der NSDAP-Kreisleiter des Landkreises Cosel und anschließend 1940/41 Stellvertretender Kreishauptmann Sokolow-Wengrow. Dort hatte er sich mit der Einrichtung von Ghettos befasst.  Später war er bis Juni 1942 Stadtkommandant von Stanislau.
Am 11. Oktober 1941 informierte Hans Krüger den Stadtkommissar Beau von der bevorstehenden Massenerschießung von jüdischen Einwohnern. Beau gab den Befehl, das Judenviertel um die ukrainische Kirche zuerst zu räumen, mit der Begründung, dass die ukrainischen Bewohner der Stadt wieder zur Kirche kommen wollten. Am 12. Oktober 1941 wurde die „Judenaktion“, bekannt als Blutsonntag von Stanislau, im von Beau bestimmten Stadtteil Belvedere durchgeführt, welches als zukünftiges Ghetto vorgesehen worden war. Vormittags begannen die Erschießungen auf dem jüdischen Friedhof der Stadt durch u. a. Sicherheitspolizisten unter Führung von Hans Krüger. Die Erschießungen gelten als Beginn der „Endlösung“ im Generalgouvernement und nach Angaben von Zeitzeugen wurden am Blutsonntag von Stanislau 10.000 bis 12.000 jüdische Männer, Frauen und Kinder erschossen. Nach der Erschießung besichtigte Beau die beiden Gruben mit den Erschossenen und ließ sie zur Desinfektion mit Chlorkalk bestreuen. Er gab an, dass er aus „Sicherheitsgründen“ mit dem Ausgang der Aktion nicht zufrieden gewesen war. Dies begründete er damit, dass nicht alle Juden der Stadt erschossen worden waren und damit die Überlebenden wussten, was ihnen bevorstand. In der Folge wurde Beau, gemeinsam mit dem Kreishauptmann Albrecht, treibende Kraft bei der Errichtung des Ghettos.
1942/43 war er als Abteilungsleiter bei Kreishauptmann in Stryj, wurde dann Polizeireferent beim Stadtkommissar in Reval.
1944 ging er ins Hauptorganisationsamt der NSDAP nach München.
Nach dem Krieg tauchte er mit falschem Namen unter. Ab 1949 war er wohl in pazifistischen Gruppen unterwegs und wurde auch wegen Kanzlerbeleidigung verurteilt. Ab 1953 war er in kirchlichen Diensten tätig. Zu einer staatsanwaltlichen Vernehmung kam es im August 1962. Nach Darstellung von Dieter Pohl war er dabei einer der ganz wenigen Zeugen, die nach dem Krieg rückhaltlos aussagten.